# سوريا الجنوبية
سوريا الجنوبية تسمية تطلق على المناطق الواقعة جنوب بلاد الشام وهي المناطق التي تعرف أيضًا بفلسطين التاريخية وشرق الأردن (وأحيانًا يضم سهل حوران إلى هذه المناطق). استعملت هذه التسمية خلال مؤتمر لندن عام 1840 واستعملتها الموسوعة البريطانية في نسختها الحادية عشرة عام 1911 كالتالي: 
تبنى العرب الفلسطينيون هذا الاسم خلال المؤتمر العربي الفلسطيني لرفض ادعاءات الصهاينة ملكية هذه الأرض وخصوصيتها لهم تاريخيا. انتشرت هذه التسمية خصوصًا عند نهاية الانتداب البريطاني على فلسطين والحديث عن وطن قومي لليهود فيها، فطالب عرب فلسطين باستخدام هذا المصطلح للدلالة على أن هذه البلاد جزء من سوريا. إضافة إلى ذلك، تبنى هذا الاسم المؤتمر السوري العام الذي مثل كل سكان سوريا (بما فيها الجنوبية) وطالب بوحدتها.
أصدر كامل البديري العضو في النادي العربي مجلة أسماها سوريا الجنوبية كانت تحض على وحدة سوريا.

## الامتداد الجغرافي
تمتد سوريا الجنوبية لتشمل سيناء حيث أشار المؤرخ المصري عبد الرحمن الجبرتي إلى سكان العريش على أنهم سوريون.
تحتل الأردن وفلسطين موقعاً جغرافياً متميزاً في قلب الوطن العربي، فهما يشكلان الجزء الجنوبي من بلاد الشام، ويسميان معاً بسوريا الجنوبية، ومعلوم أن بلاد الشام تشكل إقليماً محورياً في قلب الوطن العربي، وحين نضم العراق لها تسمى الهلال الخصيب.

## الموقع وأهميته
اكتسبت الأردن وفلسطين المعروفتان بسوريا الجنوبية استراتيجة كبرى عبر العصور؛ فهي حلقة وصل بين أفريقيا العربية وآسيا العربية، وهي ملتقى طرق القوافل التجارية، والحملات العسكرية عبر التاريخ، كما أنها تطل على البحر المتوسط، والبحر الأحمر، وتصل الجزيرة العربية ببلاد الشام ومصر، كما تعد حلقة وصل هامة بين شبه الجزيرة العربية ومصر وبلاد الشام والعراق. مما جعل المنطقة مستقرا لأقوام مختلفة دخلتها من الشرق والغرب والجنوب ووجدت فيها معاشا وموطنا؛ كاليبوسيين والكنعانيين والعموريين، هذا في فلسطين. أما في الأردن؛ فقد عرفت المنطقة حضارات ودول عدة منها الأدومية، والمؤابية، والعمونية، ودولة الأنباط. وتعرضت سوريا الجنوبية (الأردن وفلسطين) لمخاطر الغزو العبراني والاحتلال الخارجي؛ الفرعوني واليوناني والفارسي والصليبي والبريطاني، وأخيرا الصهيوني.وهكذا نجد أن بلادنا قد شكلت عبر التاريخ نقطة ارتكاز أساسية في الصراع الدولي، كما في التواصل الحضاري والثقافي بين الأمم والحضارات، وظلت على الدوام في قلب السياسات الدولية، وكما جلب هذا الموقع المتميز نعما كثيرة لبلادنا فإنه جر عليها نقما كثيرة، ومن غير المتوقع أن تأتي اللحظة التي تفقد فيها الإمبراطوريات الكبرى الإحساس بأهمية هذه المنطقة، أو بالرغبة في الكف عن التطلع للسيطرة عليها. وأثبتت أحداث التاريخ أن بلادنا هذه بوصفها جزءاً من الوطن العربي الكبير لم تكن قادرة على الدوام على الدفاع عن نفسها ورد الأطماع الخارجية دون الاستناد إلى قوة المحيط العربي والإسلامي، وكلما كان المحيط هذا قوياً كانت قوية عزيزة الجانب.

## الحدود
حدود سوريا الجنوبية (الأردن وفلسطين): يحدهما شمالاً: (سوريا ولبنان)، وجنوباً: (مصر والسعودية)، وشرقاً: (العراق والسعودية) وغرباً: (البحر الأبيض المتوسط)، ومن الجنوب الغربي (صحراء سيناء).

## الموقع الفلكي
34-39 شرق خط غرينتش 29-33 شمال الاستواء.

## السكان
شهد الأردن تطوراً متسارعاً في النمو السكاني بفعل الزيادة الطبيعية، لكن الأهم هو الزيادة غير الطبيعية الناجمة عن الهجرات وحركات اللجوء إليه بسبب تطورات القضية الفلسطينية، ففي عام 1952 بلغ عدد السكان 586,2 ألف نسمة، وفي عام 1961 بلغ عدد الكان 900,8 ألف نسمة. وفي عام 1979 بلغ عدد السكان 2,133,0 نسمة. وتضاعف عدد السكان في عام 1994 حتى بلغ 4,139 الف نسمة. وبلغ عدد سكان الأردن بحسب التعداد العام للسكان لعام 2004م:5,100,981 نسمة، في حين قدر العدد بحوالي 5,720,00 نسمة عام 2007، وقد وصل العدد إلى 6 ملايين نسمة في شهر شباط 2010. بحسب الأرقام المعلنة على الموقع الإلكتروني لدائرة الإحصاءات العامة.
تقول الإحصائيات الصادرة عن المركز الإحصائي الفلسطيني أن عدد السكان الفلسطينيين في الضفة الغربية وقطاع غزة عام 2005 بلغ 160.372.22 نسمة في الضفة الغربية، و1.379.789 نسمة في قطاع غزة، أي ما مجموعه 3.762.005 نسمة. ويبلغ عدد الفلسطينيين في الأراضي المحتلة عام 1948 حوالي 1.350.000 نسمة، في نهاية شهر أبريل/نيسان 2005، وذلك حسب «المكتب المركزي الإسرائيلي» للإحصاءات، وفي ما يخص فلسطينيو الشتات لا تتوفر أرقام مؤكدة، لكنها تحوم حول 7 ملايين نسمة تقريبا.

## أشكال السطح والمناخ
يمكن تقسم تضاريس الأردن وفلسطين على النحو الآتي:

### وادي الأردن
وهو جزء من حفرة الانهدام الكبرى، الممتدة من جبال طوروس إلى البحيرات الكبرى الأفريقية، ويضم الأغوار، وادي عربة، البحر الميت وهو أخفض بقعة في العالم (-416م) تحت مستوى سطح البحر، ويجري في وادي الأردن نهر الأردن ويبلغ طوله 80كم، ويتكون من ثلاثة روافد هي بانياس القادم من سوريا واللدان القادم من شمالي فلسطين ونهر الحاصباني القادم من لبنان، ويصب فيه روافد نهر اليرموك، وسيل الزرقاء، وادي كفرنجة، ومناخ وادي الأردن حار صيفاً ودافئ قليل الأمطار شتاءً.

### سلسلتي الجبال الغربية والشرقية
سلسلة الجبال الغربية في فلسطين:

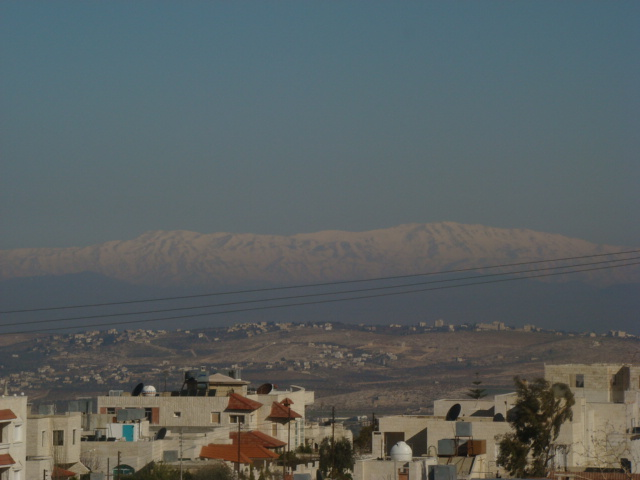

أ. جبال الخليل، وأعلى جبالها جبل الجرمق وهو أعلى جبال فلسطين وارتفاعه 1208 متر عن سطح البحر. وجبل كنعان، قرب مدينة صفد ويبلغ ارتفاعه 841 مترا عن مستوى سطح البحر.
ب. جبال نابلس، وأعلى جبالها عيبال (جبل النار) 951م. وجرزيم 881م.
ج. جبال القدس والخليل، يتراوح ارتفاع القسم الأكبر منها بين خمسمائة وألف (500-1000) من الأمتار.
د. هضبة النقب، يتراوح ارتفاعها بين 300 و 600 مترا عن مستوى سطح البحر.
سلسة الجبال الشرقية في الأردن:
أ. جبال عجلون، أعلى جبالها أم الدرج 1247م، رأس منيف 1198م.
ب. جبال البلقاء، واعلى جبالها جبل يوشع 1096م في السلط، وجبل نيبو 835م في مأدبا.
ج. جبال مؤاب في الكرك أعلاها جبل الضباب 1305م.
د. جبال الشراة، جنوبا، وأعلاها جبل أم الدامي وارتفاعه (1845م)، يليه جبل رم وارتفاعه (1754م).
ه. جبال الطفيلة، وأعلاها جبل العطاعطة 1602م.
جبل الشيح.jpg
3. الصحراء:
وتؤلف نسبة عليا من جغرافية سوريا الجنوبية، إذ تشكل أكثر من نصف مساحة فلسطين، وأكثر من ثلاثة أرباع مساحة الأردن، ويزداد التصحر كلما اتجهنا شرقا وجنوبا، إذ تلتحم البادية الأردنية بالامتداد الواسع لصحارى الجزيرة العربية والعراق.

### المناطق السياحية
يمتد السهل الساحلي الفلسطيني من راس الناقورة شمالاً إلى رفح جنوباً على البحر المتوسط، بطول يبلغ حوالي 250 كم. وهو منطقة زراعية عالية الخصوبة، ومناخها معتدل وتتلقّى معدلات عالية من الأمطار، وفيها أهم موانئ سوريا الجنوبية يافا وحيفا وعكا وغزة. وهناك إطلالة أردنية على البحر الأحمر (خليج العقبة)، ومن الناحية الأخرى هناك ميناء أم الرشراش (أيلة أو إيلات) في فلسطين.